# Őszapó (madárfaj)
Az őszapó (Aegithalos caudatus) a verébalakúak (Passeriformes) rendjében az őszapófélék (Aegithalidae) családjának és azon belül az őszapó (Aegithalos) nemének névadó madárfaja. Számos alfaja ismert.

## Megjelenése
A fajra a 13–15 centiméteres átlagos testhossz jellemző, melyből csak a madár farka 7–9 centiméter hosszú. Szárnyának fesztávolsága 16-19 centiméter, testének tömege 7–10 gramm. Csőre általában nagyon rövid, feketés. A nemek tollazatukban egyformák. Meglehetősen feltűnő, fehér-fekete madár kis rózsaszínes barna beütéssel, bár az egyes alfajok – melyekből az 1990-es évekre közel 20-at írtak le – jelentősen eltérők. Három fő csoportra osztják megjelenésüket, de közöttük átmenetek és elszigetelt populációk is előfordulnak. Ezekből Európában kettő példányai figyelhetők meg: az egyikek világosak, fehér fejjel, a másikak sötétebben, fejoldalon és a többségben a mellen is csíkokból vagy foltokból összeálló keskeny sötét sávval.

## Életmódja
Tavasztól rovarokkal, pókokkal táplálkozik, ősztől pedig fokozatosan áttér a növényi táplálékra, ilyenkor többször megfordul a madáretetőknél.
Állandó madár. A költési időszakon kívül csapatosan kóborol, sokszor cinegefélékhez csatlakozik.
Hangja éles „szri-szri-szri” és gyöngyöző „szerrrr”, melyek mellett még a társalgó „tp” (vagy „zepp”) is ismert. Ha nyugtalan, trillája elnyújtott és magas. Éneke ritkán hallható lágy csiripelés.

## Szaporodása
Dús aljnövényzetű, bozótos, pusztulófélben lévő fákkal tarkított erdőkben költ. Fészkük zárt, puha, ovális alakú, alapanyaga főként pókszálakkal összefogott moha, amit ágvillákba épít, indák közt és nyírfakéreggel, zuzmóval álcázza. Egy kis, tollakkal fedett nyílás vezet a belsejébe. A párok közösen építik a fészket. Ha a költés többször is meghiúsul, akkor a párok besegítenek más, közelben található őszapópár fiókáinak felnevelésébe.
Évente egyszer költ. Ilyenkor 9-11 tojást rak, amelyek 12-13 napos kotlás után kelnek ki. A csupaszon és vakon születő fiókákat mindkét szülő táplálja, és azok 18-19 napos korukban repülnek ki.[forrás?]

## Előfordulása
Csaknem egész Európában, valamint Ázsia nagy részén előforduló madár.
Nagyrészt állandó, ősszel és télen kisebb csapatokba verődve kóborol. Erdőkben, bokrosokban, árterekben, parkokban, lakott területeken egyaránt megtalálható. Költőhelye a dús aljnövényzetű, bozótos, pusztulófélben lévő fákkal tarkított lombhullató és lombelegyes tűlevelű erdős területek.
A közel 20 alfaj nagyjából fele előfordul Európában.
Magyarországon két alfaja honos:
- az európai őszapó (közép-európai őszapó, Aegithalus caudatus europaeus) és
- az északi őszapó (Aegithalus caudatus caudatus).

## Alfajai
- északi őszapó(wd) (Aegithalos caudatus caudatus), [Linnaeus, 1758] – Észak-Európa, Észak-Ázsia déli valamint Kelet-Ázsia keleti része;
- közép-európai őszapó(wd) (Aegithalos caudatus europaeus), [Hermann, 1804] – Közép-Európától északnyugat-Törökországig;
- brit őszapó(wd) (Aegithalos caudatus rosaceus), [Mathews, 1938] – Egyesült Királyság és Írország;
- Aegithalos caudatus aremoricus [Whistler, 1929] – északnyugat-Franciaország;
- Aegithalos caudatus taiti [Ingram, 1913] – dél-Franciaország, észak-Spanyolország, észak-Portugália, Mallorca;
- dél-spanyol őszapó(wd) (Aegithalos caudatus irbii) [Sharpe & Dresser, 1871] – Spanyolország és Portugália déli része, Korzika (ezt korábban Aegithalos caudatus tyrrhenicus névvel külön alfajnak tekintették);
- olasz őszapó(wd) (Aegithalos caudatus italiae)  [Jourdain, 1910] – Olaszország, délnyugat-Szlovénia;
- szicíliai őszapó(wd) (Aegithalos caudatus siculus) [Whitaker, 1901] – Szicília;
- görög őszapó(wd) (Aegithalos caudatus macedonicus) [Dresser, 1892] – Albánia, Macedónia, Görögország, dél-Bulgária, északnyugat-Törökország;
- Aegithalos caudatus tauricus [Menzbier, 1903] – dél-Krím-félsziget;
- kis-ázsiai őszapó(wd) (Aegithalos caudatus tephronotus) [Günther, 1865] – kelet-Görögországtól észak-Irakig;
- kaukázusi őszapó(wd) (Aegithalos caudatus major) [Radde, 1884] – Kaukázus;
- hegyi őszapó(wd) (Aegithalos caudatus alpinus) [Hablizl, 1783] – a Kaszpi-tenger déli partvidékéhez közel eső területek;
- iráni őszapó(wd) (Aegithalos caudatus passekii) [Zarudny, 1904] – délkelet-Törökország, nyugat-Irán;
- Aegithalos caudatus magnus [A. H. Clark, 1907] – közép- és dél-Korea;
- Aegithalos caudatus trivirgatus [Temminck & Schlegel, 1848] – közép-Japán;
- Aegithalos caudatus kiusiuensis [Nagamichi Kuroda, 1923] – dél-Japán.

## Védettsége
A fajt a Természetvédelmi Világszövetség a nem fenyegetett (Least Concern, rövidítése LC) kategóriába sorolja mind globálisan, mind Európban, mind pedig az EU-ban.
Magyarországon ennek ellenére védett faj, természetvédelmi értéke 25 000 forint.

## Galéria

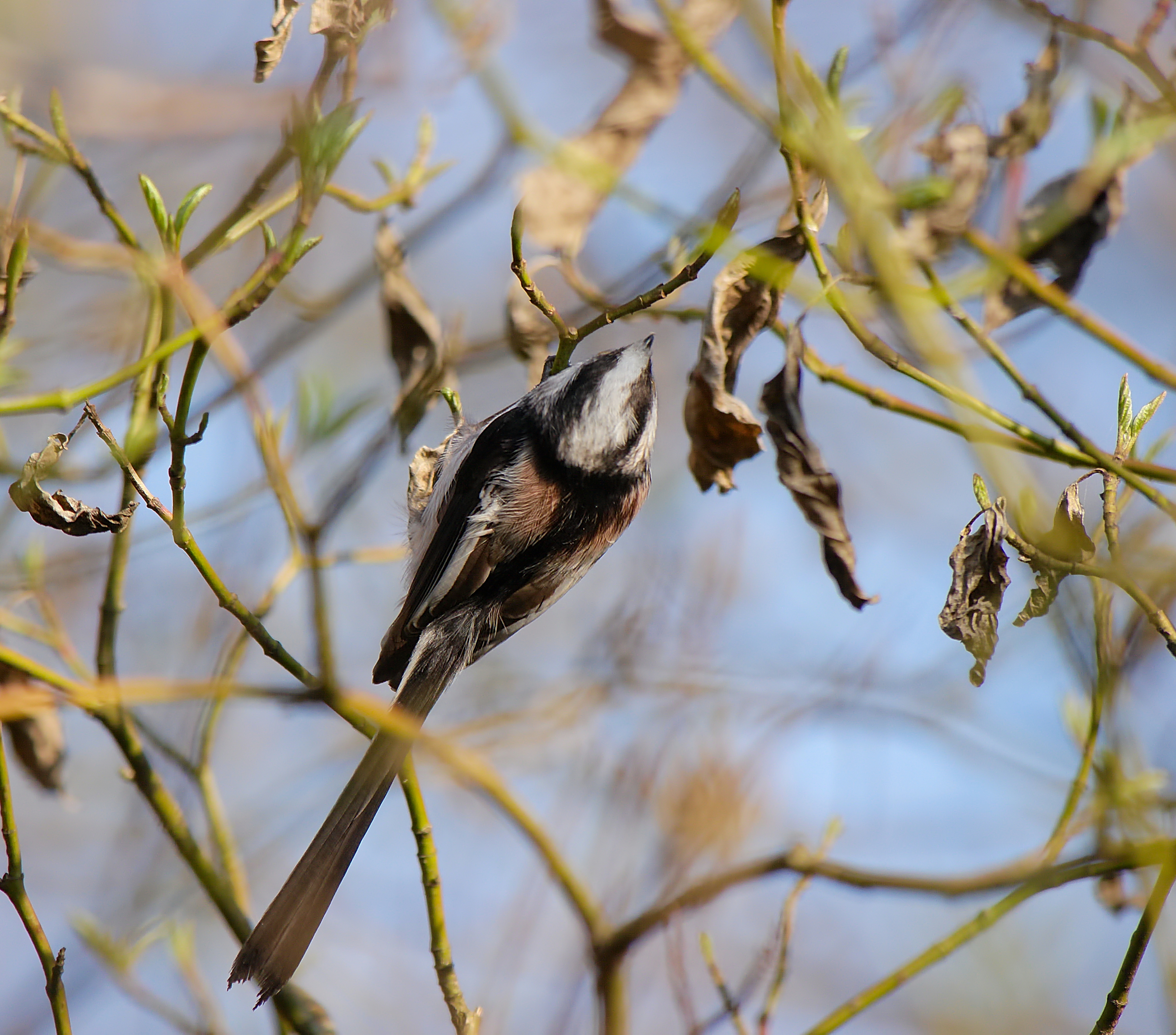
Közép-európai őszapó(wd) (Aegithalos caudatus europaeus)
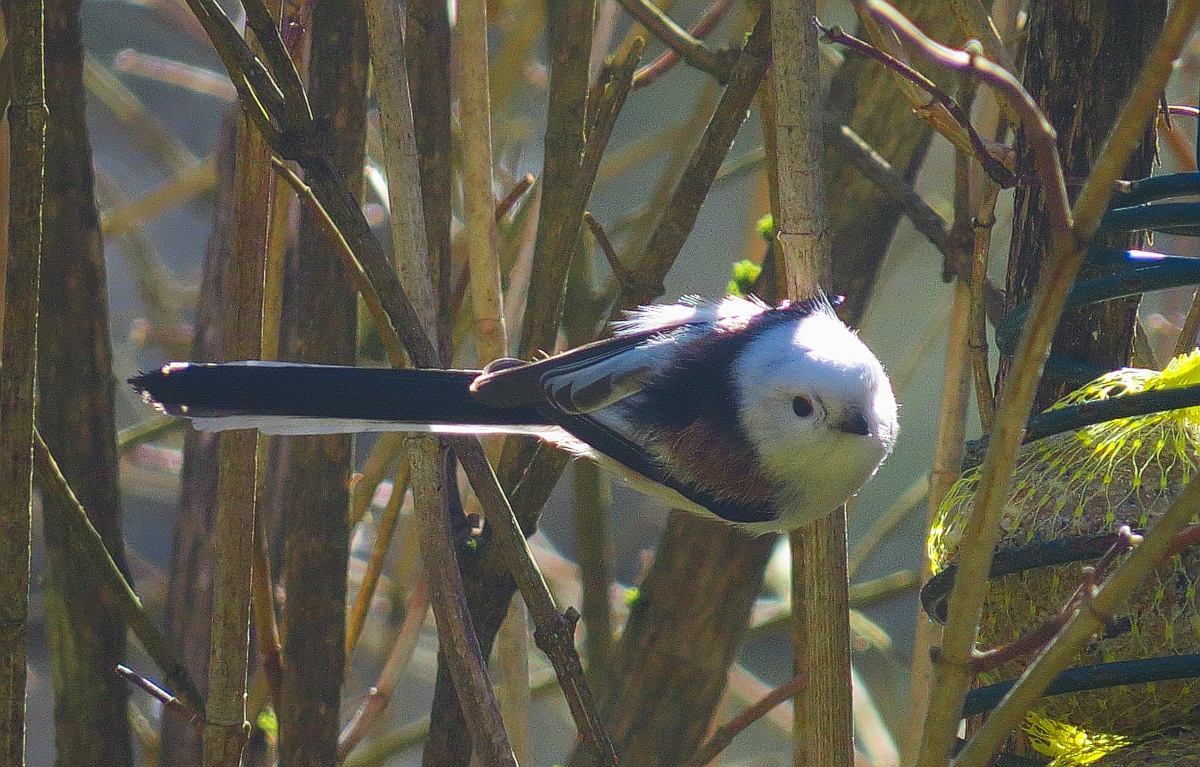
Északi őszapó(wd) (Aegithalos caudatus caudatus)
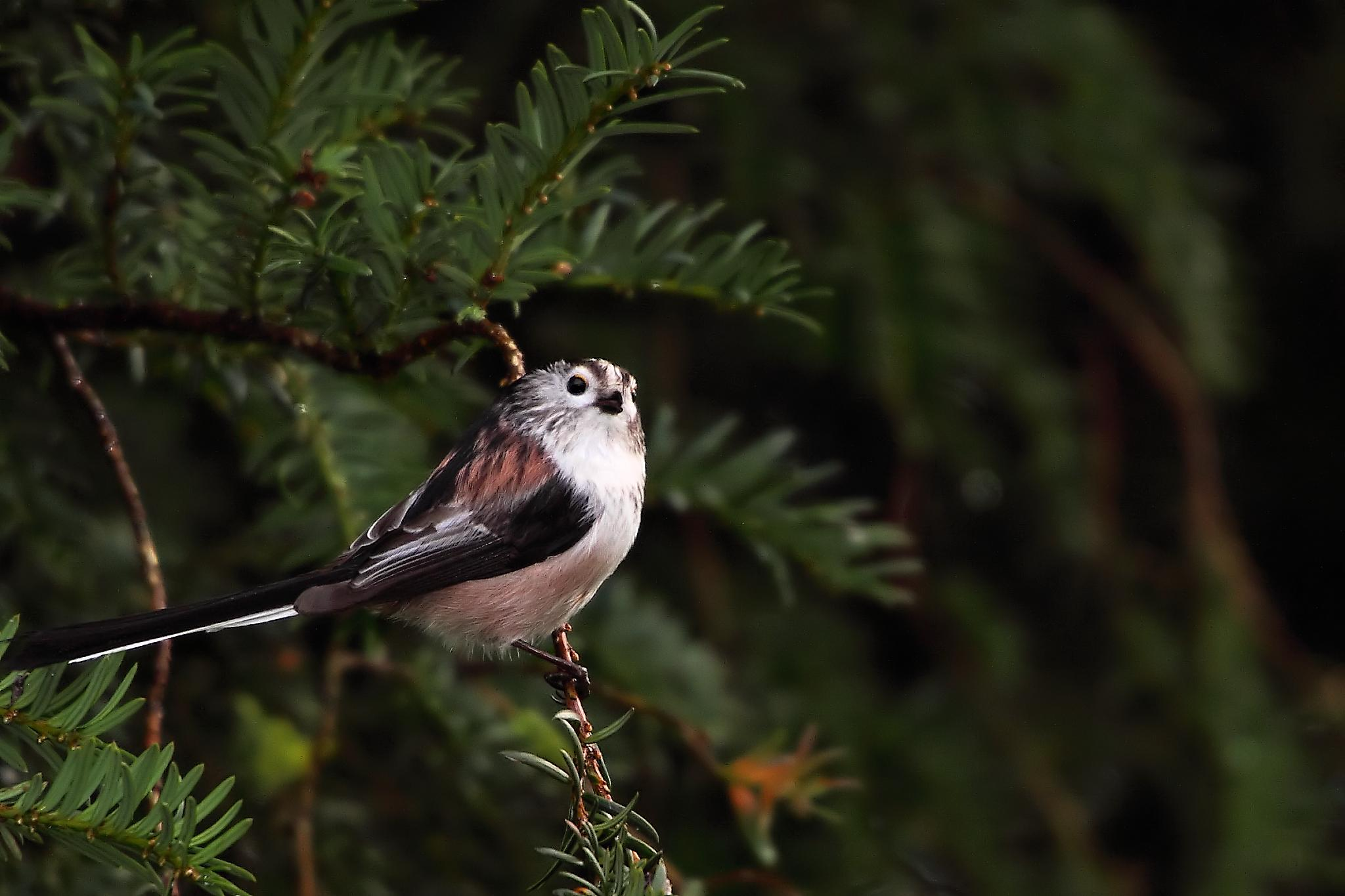
Brit őszapó(wd) (Aegithalos caudatus rosaceus)
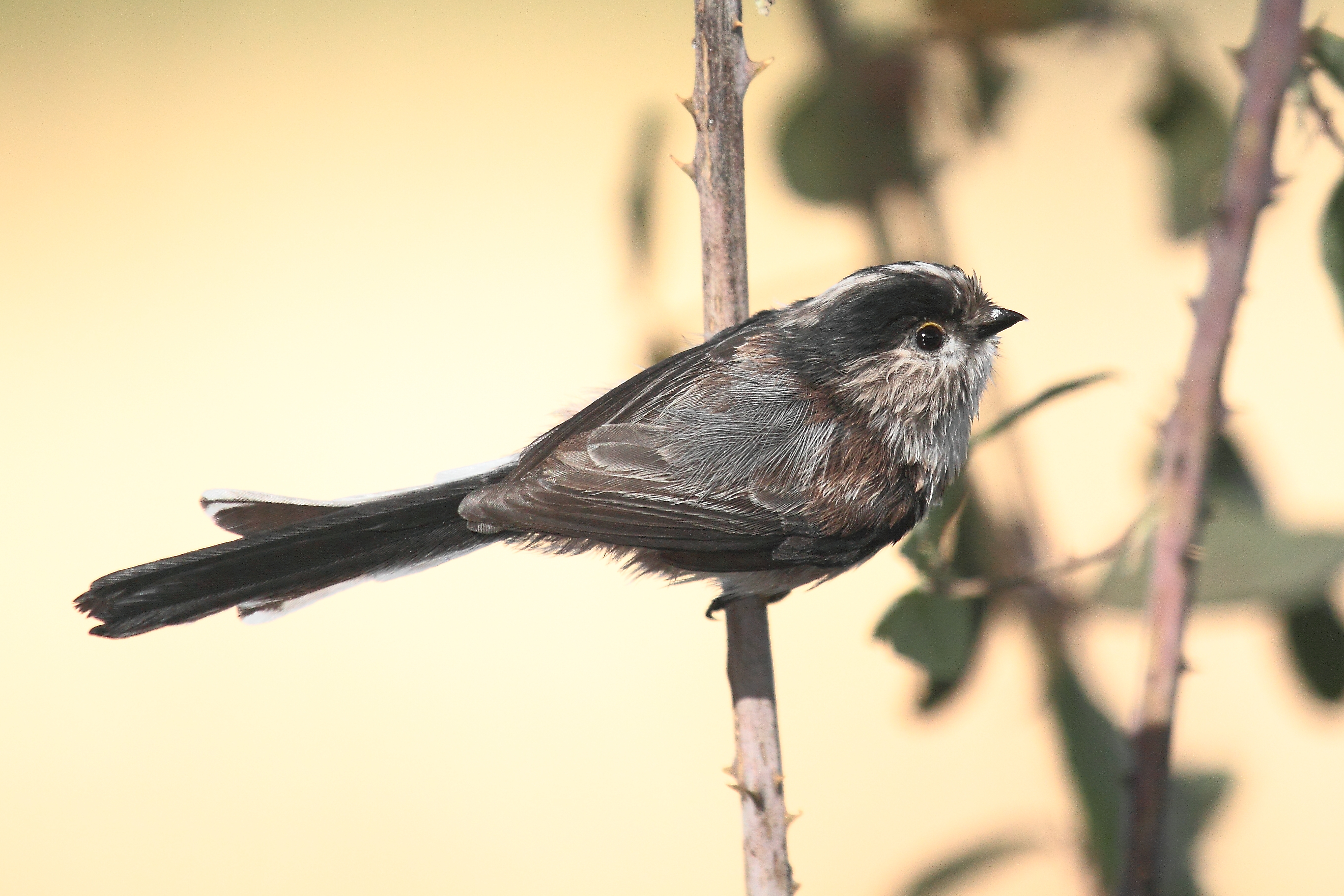
Dél-spanyol őszapó(wd) (Aegithalos caudatus irbii)
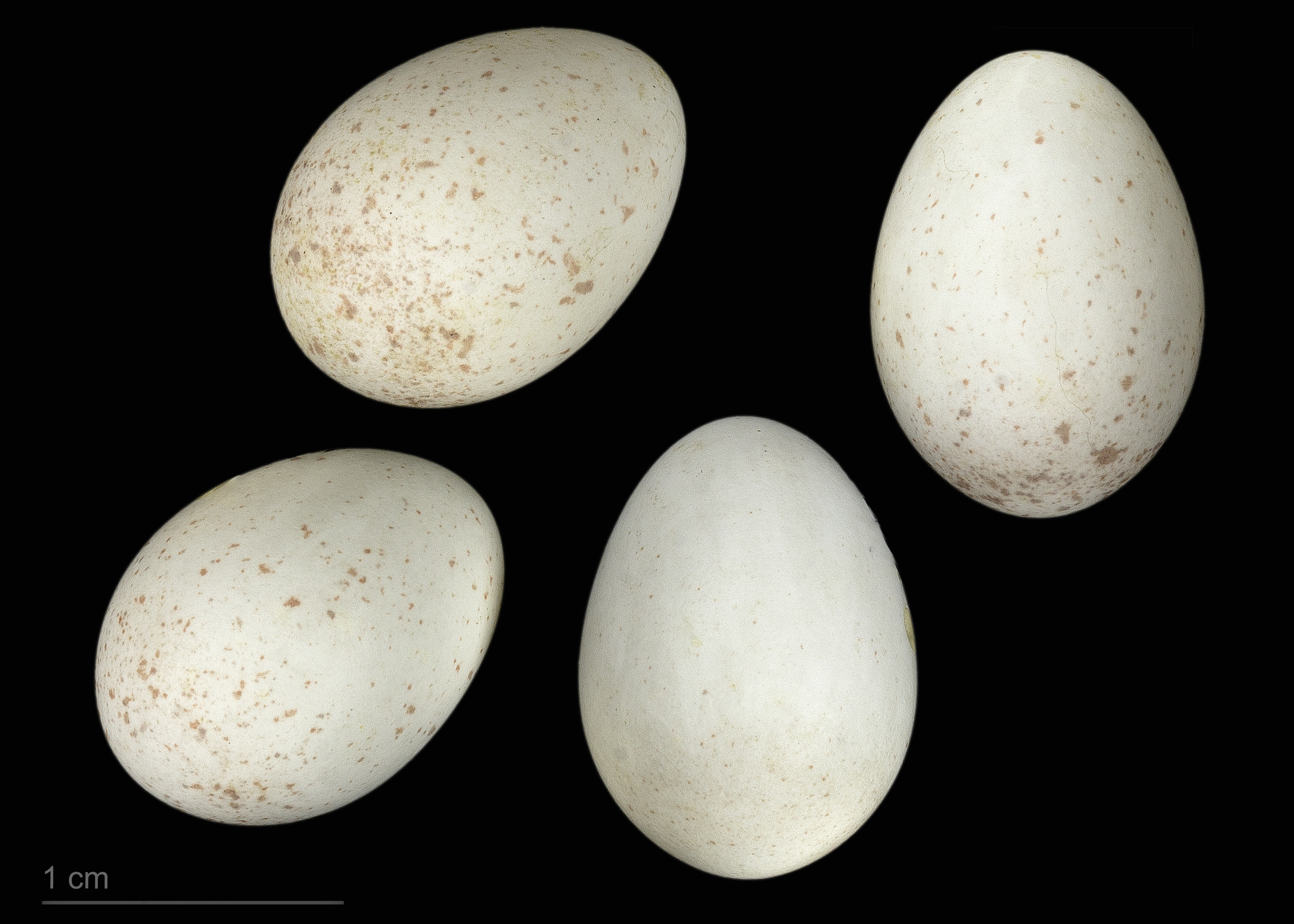
Aegithalos caudatus